# Операция по поимке Драголюба Михайловича

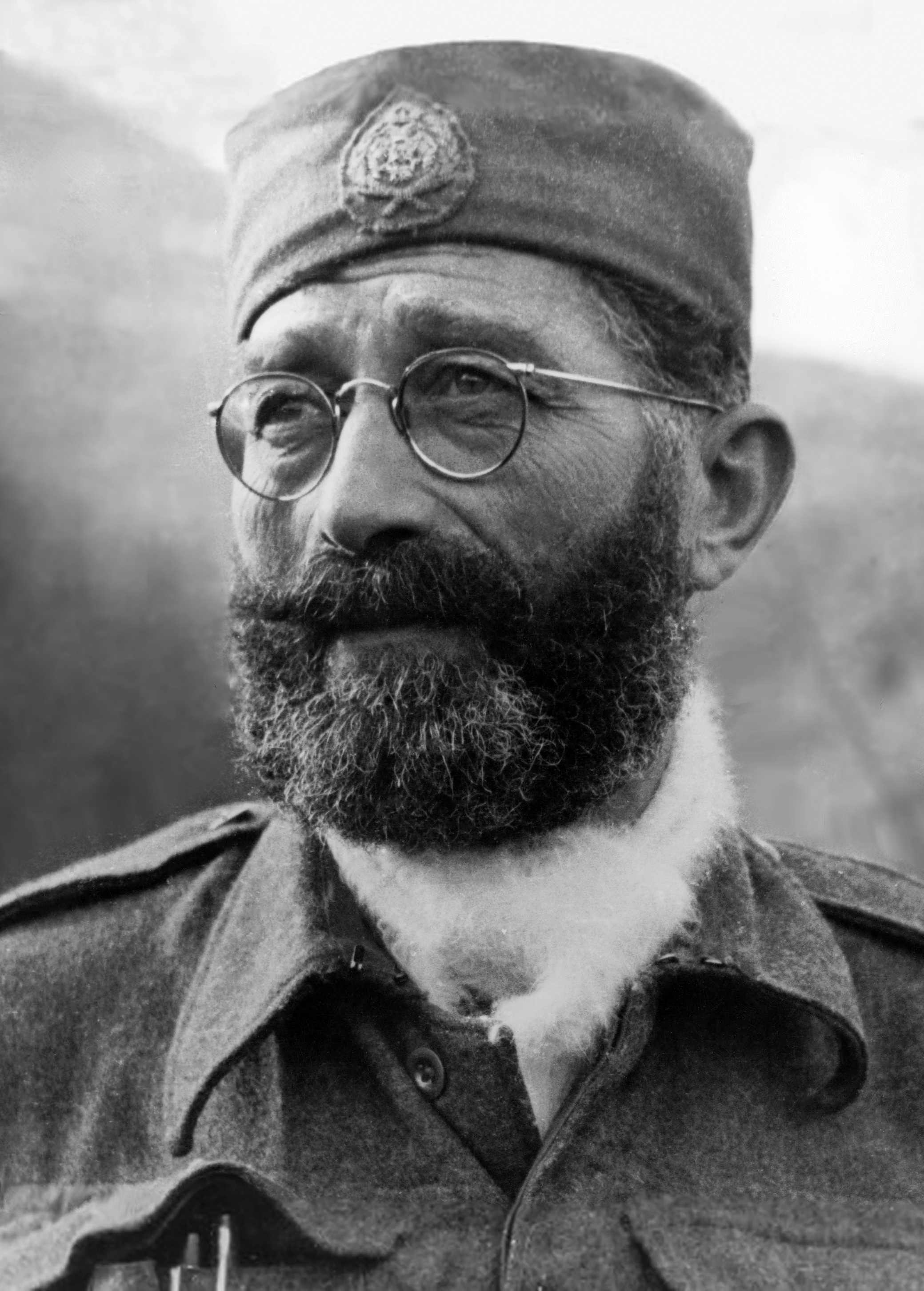
Драголюб Михайлович (1893—1946)

Операция по поимке Драголюба «Дражи» Михайловича (серб. Операција хапшења Драже Михаиловића), Верховного главнокомандующего Югославской армией на Родине, осуществлялась Отделом по защите народа (ОЗНА). Розыск Михайловича начался в мае 1945 года, после битвы на Зеленгоре, в которой были разгромлены основные силы четников, однако основной этап операции пришёлся на период с января по март 1946 года и завершился арестом Михайловича в ночь с 12 на 13 марта 1946 года в селе Добрунска-Риека недалеко от Вишеграда. Официально об аресте Дражи Михайловича было объявлено только 24 марта 1946 года, а через пару недель начался открытый судебный процесс, на котором Михайлович был признан виновным в государственной измене и ряде военных преступлений, а 17 июля был расстрелян. Информация о поимке лидера четников не раскрывалась долгие годы, вследствие чего имели место разнообразные спекуляции в зарубежной прессе. В августе 1962 года в газете «Политика» была опубликована статья с официальной версией событий, приведших к поимке Михайловича: утверждалось, что ключевую роль в поимке сыграл Никола Калабич, командир Горной королевской гвардии.
Согласно официальной версии, оперативный сотрудник ОЗНА майор Милован Пеянович осенью 1945 года был внедрен в подпольную организацию четников в Белграде и с её помощью вышел на связь с четниками в районе Валева, а затем под предлогом организации побега из страны выманил Николу Калабича в декабре в Белград и организовал его арест. После ареста Калабич согласился на сотрудничество с ОЗНА и с группой из десятка офицеров, переодетых в униформу четников, приступил к поиску и задержанию Михайловича, который умело скрывался в деревнях неподалёку от Вишеграда. Из-за постоянных преследований и слежки со стороны частей Корпуса народной обороны Югославии Михайлович менял свои убежища несколько раз. После двух неудачных попыток группа вышла на связь с Будимиром Гайичем, командиром четников в Добруне, и сумела обнаружить скрывавшегося Михайловича. После встречи с Калабичем и переодетыми сотрудниками ОЗНА Михайлович, поверив сообщениям о благоприятной политической обстановке в Сербии, покинул убежище и недалеко от дороги Добрун — Прибой был арестован, а затем доставлен в Белград.
Организацией действий по поимке Михайловича руководил министр внутренних дел Югославии Александр Ранкович, в то время как самой операцией командовал Слободан «Крцун» Пенезич, начальник управления ОЗНА по Сербии, который лично участвовал в первых двух попытках задержать Михайловича. Группой офицеров, арестовывавших Михайловича, руководил Светолик Лазаревич, заместитель Пенезича. Наряду с группой, которая вместе с Калабичем была переодета в четников и вела наблюдение за Михайловичем, в операции участвовали югославская милиция, Корпус народной обороны и ЮНА. Определённый вклад в результат операции внесла и группа сотрудников ОЗНА во главе с Йово Капичичем, которые прибыли в Вишеград под видом метеорологов и занялись сбором информации о передвижении сил четников.
Официальная версия ареста Драже Михайловича была озвучена в книге «Большая игра с Дражей Михайловичем» (сербохорв. Велика игра са Дражом Михаиловићем), опубликованной в 1971 году, и снятым в том же году фильмом «Ловушка для генерала». Однако наибольшее внимание общественности привлёк телесериал «Последний акт» 1981 года, в котором была вполне достоверно воспроизведена официальная версия, а сыгравший роль Николы Калабича Зоран Ранкич стал пользоваться популярностью у зрителей. В 1988 году вышла ещё одна книга об этих событиях «Как я ловил Дражу Михайловича» (сербохорв. Како сам хватао Дражу Михаиловића) — воспоминания Слободана «Уче» Крстича, одного из участников операции по поимке.
В начале 1990-х годов, после введения многопартийности, начался процесс политической реабилитации движения четников и генерала Дражи Михайловича, в ходе которого были поставлены под вопрос многие ранее не оспаривавшиеся исторические факты, на которых базировалась югославская послевоенная историография. Спустя много лет в Сербии и других странах бывшей Югославии стали публиковаться популярные среди эмиграции альтернативные версии ареста Михайловича, которые имели своей целью оспорить официальную версию, сводившуюся к предательству Калабичем Михайловича. По альтернативной версии, которую отстаивал исследователь четнического движения Милослав Самарджич, сотрудники ОЗНА сумели с помощью ключей, переданных британскими офицерами, перехватить радиопереговоры Михайловича, расшифровать их и обнаружить его укрытие. Операция проводилась с участием авиации, на борта которой были нанесены опознавательные знаки ВВС западных стран: в одном из таких самолётов, севших недалеко от Вишеграда, находились переодетые в униформу западных союзников оперативники ОЗНА, имевшие соответствующие пропуска. Они уговорили больного Михайловича сесть на борт под предлогом его отправки за границу, однако самолёт взял курс на Белград.
Подобная альтернативная версия оспаривается рядом историков (в том числе и сторонниками ревизионистских взглядов на события Второй мировой войны в Югославии), а сама операция стала одной из тем для обсуждения Комиссией по выявлению фактов о приведении смертного приговора в отношении генерала Драголюба Михайловича, образованной в 2009 году. Комиссия не смогла обнаружить место, где были захоронены останки Михайловича, но члены комиссии, среди которых были сотрудники Института современной истории Боян Димитриевич и Коста Николич, получили возможность ознакомиться с документами из архивов Агентства информационной безопасности и другими доступными документами, связанными с операцией по поимке Михайловича — в итоге Комиссия убедилась в подлинности официальных сведений об аресте Михайловича.

## Крах движения четников

### Поражение в Сербии

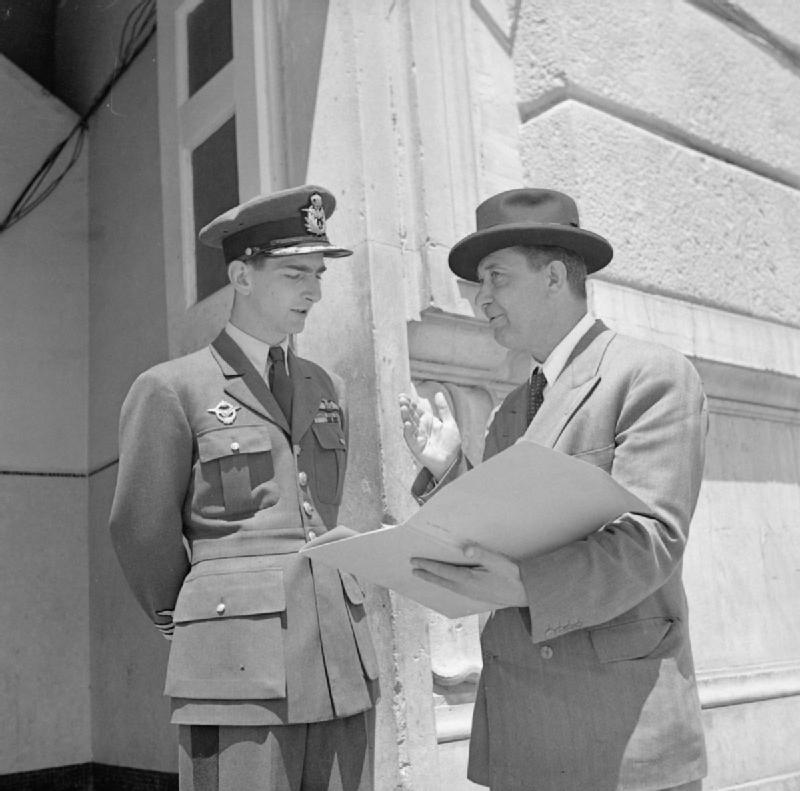
Король Пётр II Карагеоргиевич в беседе с Иваном Шубашичем после первой встречи последнего с Иосипом Брозом Тито в июне 1944 года

Летом 1944 года Равногорское движение четников и Югославская армия на родине (серб. Југословенска војска у отаџбини, сокр. ЮВуО) столкнулись с серьёзным военно-политическим кризисом, начавшимся с отставки правительства Божидара Пурича под давлением западных союзников. Михайлович тем самым лишился поста военного министра, а новое правительство возглавил Иван Шубашич, заключивший 16 июня 1944 договор с Верховным Главнокомандующим Народно-освободительной армией Югославии Иосипом Брозом Тито. Вследствие этих событий и под нажимом союзников из-за сотрудничества четников с немцами король Пётр II Карагеоргиевич отстранил Михайловича своим указом 29 августа 1944 года от исполнения обязанностей начальника штаба Верховного командования, а 12 сентября призвал четников Михайловича поддержать НОАЮ и вступить в её ряды. Причиной подобных действий короля и правительства в изгнании стало все более открытое сотрудничество сил ЮВуО с немцами. Так, в марте—мае 1944 года, когда партизанские части предприняли первую попытку прорыва на территорию Сербии, им оказывали сопротивление объединённые силы четников и немцев; аналогичное сопротивление было и в ходе операции на юге Сербии в июле—августе 1944 года. В начале сентября 1944 года в ходе сражения за Сербию последовало новое наступление большой партизанской группировки под командованием Пеко Дапчевича, устремившейся навстречу приближавшейся к границам Югославии Красной Армии. Тем временем основные силы немцев в Сербии, стремясь не допустить прорыв советских войск и их соединение с партизанскими частями, была переброшена на восток страны. Это значительно облегчило положение партизан, и в ходе битвы на Еловой горе вблизи Ужице, шедшей с 9 по 13 сентября 1944 года, им удалось разбить большую часть сил четников и прорваться в Западную Сербию. После поражения оставшиеся четники отошли в Восточную Боснию, в результате чего Михайлович и его войска перестали быть важным политическим и военным фактором в Сербии. 10 сентября, в ходе этих боёв, Михайлович со своим штабом покинул Равна-Гору и отступил в Боснию. Части 6-й Ликской пролетарской дивизии, продвигаясь в направлении Валева, 11 сентября обнаружили недалеко от деревни Патршич группу Михайловича, которая ушла от преследования на некоторое время и затем собралась в селе Дивци. Однако партизанами были захвачены архивы четнического Центрального национального комитета. После освобождения Валева Михайлович перебрался в Мачву, где оставался до 24 сентября 1944 года, когда после вступления советских войск в Сербию он перешёл Дрину в районе от села Бадовинци и ушёл в Семберию.

### Бои в Боснии и радиоигра ОЗНА с Верховным штабом ЮВуО
После перехода в Боснию Михайлович недолго находился в Семберии и Босанска-Посавине, а в начале октября 1944 года перебрался на гору Требава, где разместился в селе Копривна около Модричи. В конце октября он перешёл на Озрен, где 1 ноября 1944 года штаб четников покинул полковник американского Управления стратегических служб Роберт Макдауэлл, эвакуированный с импровизированного аэродрома в селе Болянич. После поражения в битве на Еловой горе остатки 4-й группы ударных корпусов собрались в районе Иваницы, откуда после совещания командиров, состоявшегося 21 октября 1944 года, отступили в Санджак. Из-за опасения прорыва объединённых сил Красной армии и югославских партизан, которые освободили Белград, а также ввиду неудачных контактов с Красной армией силы четников, собранные в Сьенице, соединились с Сербской государственной стражей и немецкими частями, которые отступали с территории Греции, и участвовали в прорыве через Санджак и Восточную Боснию на направлении Приеполе — Плевля — Чайниче — Горажде — Романия. В ноябре 1944 года силы четников из Сербии объединились с силами четников в Восточной Боснии, а в начале декабря предприняли наступление на силы 27-й Восточнобоснийской дивизии на линии Рогатица—Хан-Песак—Власеница—Зворник, но в конце месяца понесли потери южнее Зворника и были отброшены от Дрины. После этого основные силы четников, завершив манёвр, нанесли контрудар под Тузлой, но после тяжёлых боёв 24—28 декабря против сил 27-й и 38-й Восточнобоснийских дивизий были измотаны и отброшены на исходные позиции. Оставшиеся силы четников через Озрен отступили к Модриче, где в конце января 1945 года вошли в немецкую линию обороны Озрен—Грачаница—Требава—Градачац, защищая дорогу Сараево—Босански-Брод. В середине февраля 1945 года к Требаве подошли четники из Черногории под командованием Павле Джуришича.
В ноябре 1944 года, во время боёв в окрестностях Сараева, Дража Михайлович получил от Милана Ачимовича, бежавшего в Вене, информацию о намерениях отправлять шпионов на освобождённую партизанами территорию с целью предотвращения установления власти коммунистов. 4 декабря 1944 года Михайловичем был подписан так называемый указ № 101 «О задачах королевских коммандос», согласно которому в Югославской армии на родине необходимо было сформировать специальные диверсионные группы, названные на английский манер «коммандос»: их планировали забрасывать в разные части страны для выполнения разного спектра задач от сбора информации и проведения акций саботажа до организации антикоммунистической пропаганды и подготовки народа к вооружённому восстанию против коммунистов. В местечке Средне под Сараевом была организована Школа коммандос, выпустившая в декабре две группы — 82 и 37 человек соответственно, однако из-за нехватки средств связи вопрос о заброске групп в Сербию оставался открытым. Расчёт при заброске групп делался на четников, которые оставались на территории Валева (четники майора Трифуна Чосича) и в окрестностях Чачака (четники капитана Предрага Раковича, бывшего командира 2-го Равногорского корпуса). Помимо них, в Сербии были иные группы четников, но поскольку у Раковича была радиостанция для связи, то именно его силы были наиболее важными для штаба Михайловича. Группы четников в Сербии были в тяжелом положении, постоянно преследуемые Корпусом народной обороны Югославии и Народной милицией: коммунисты обладали большим опытом контрразведывательной, диверсионной и нелегальной деятельности, приобретённым в течение войны (в том числе и благодаря обучению на курсах подготовки оперативного состава в СССР), и тем самым не позволяли четникам выполнить свои задачи. После одной из погонь Ракович добрался до села Миоковци около Чачака в начале декабря, но 30 декабря был раскрыт и окружён. Не имея возможности выбраться, он совершил самоубийство, а его подчинённые сдались. В результате партизанами и милицией были захвачены радиостанция с кодовыми книгами и расписанием выхода на связь со штабом Михайловича. Ещё до гибели Раковича Отдел по защите народа (ОЗНА) сумел схватить радиотелеграфиста, поручика Николу Миловановича, который во время войны находился в Центре связи Верховного командования Югославской армии на родине, однако после ухода штаба Михайловича из Сербии в Боснию в сентябре 1944 года дезертировал и скрылся. После того, как Миловановича перевербовала ОЗНА, оперативникам пришла идея использовать радиостанцию Раковича «Флеш» для налаживания радиоигры со штабом Михайловича от имени майора Чосича, уже угодившего в тюрьму ОЗНА. Первую радиограмму, которую от имени Чосича ОЗНА передала 8 января 1945 года, содержала информацию о гибели Раковича. Получив новость, Михайлович потребовал дополнительные подтверждения информации, поскольку заподозрил, что коммунисты вмешиваются в радиопереговоры, однако, получив все сообщения, убедился, что говорит с четниками майора Чосича.
Для коммунистической власти Югославии было важно, чтобы Михайлович не сбежал за границу, а остался на территории Югославии. Антигитлеровская коалиция больше не поддерживала Михайловича и даже была готова в случае необходимости немедленно выдать его коммунистам. Однако генерал мог примкнуть к эмиграции и тем самым создать угрозу новой власти, которая намеревалась лишить бывшее королевское правительство последних шансов на восстановление прежней власти в стране путём поимки Михайловича. Из этих соображений ОЗНА решила как можно скорее установить связь с Михайловичем и повлиять на его решение о дальнейшем пребывании в стране. После установления связи ОЗНА от имени Чосича начала вести радиоигру, отправляя четникам сообщения о том, что «народ недоволен мобилизацией», «леса полны дезертиров», «власть в селах слаба и неорганизованна», «в поездах нет проверок» и т. д., а также задавая Михайловичу вопросы о текущем состоянии его сил. Приободрённый сообщениями от Чосича, Дража Михайлович в конце января в Модриче снова организовал школу «королевских коммандос», а часть подготовленных групп диверсантов отправил в Сербию. Первая группа из 32 бойцов под командованием Александра Михайловича (он же «Вили», он же «Саша») прибыла в Сербию в конце февраля и заняла Цер, откуда 11 бойцов с Михайловичем отправились в Белград, прибыв туда в середине марта. Благодаря более раннему выходу на связь и частой смене конспиративных квартир командир группы успешно скрывался в Белграде до поры до времени. Однако в связи с отсутствием возможностей для осуществления акций и арестом некоторых членов группы Михайлович связался с промышленником Живоином Вукойчичем и попытался приобрести фальшивые документы для бегства в Италию. 30 апреля 1945 года, когда был запланирован побег, «Саша» был раскрыт сотрудниками ОЗНА и убит в завязавшейся перестрелке, а его сообщник успел скрыться. Вскоре в начале марта в Сербию была сброшена другая диверсионная группа под командованием Властимира Весича, однако во время переправы через Дрину её задержали. Обе группы были перехвачены благодаря радиоигре ОЗНА с Дражей Михайловичем и переданной на имя майора Чосича информации о группах. То, что Михайлович был убежден, что поддерживает связи с Чосичем, говорил тот факт, что группа бойцов под командованием Бранко Гашпаревича сама поддерживала связь с Чосичем, что и сыграло роль в её обнаружении и разгроме. Всего весной 1945 года в Сербию было заброшено 350 диверсантов из движения четников, но большая их часть была убита или попала в плен в боях против сил КНОЮ и ОЗНА.

### Разгром четников на Зеленгоре и бегство Дражи Михайловича

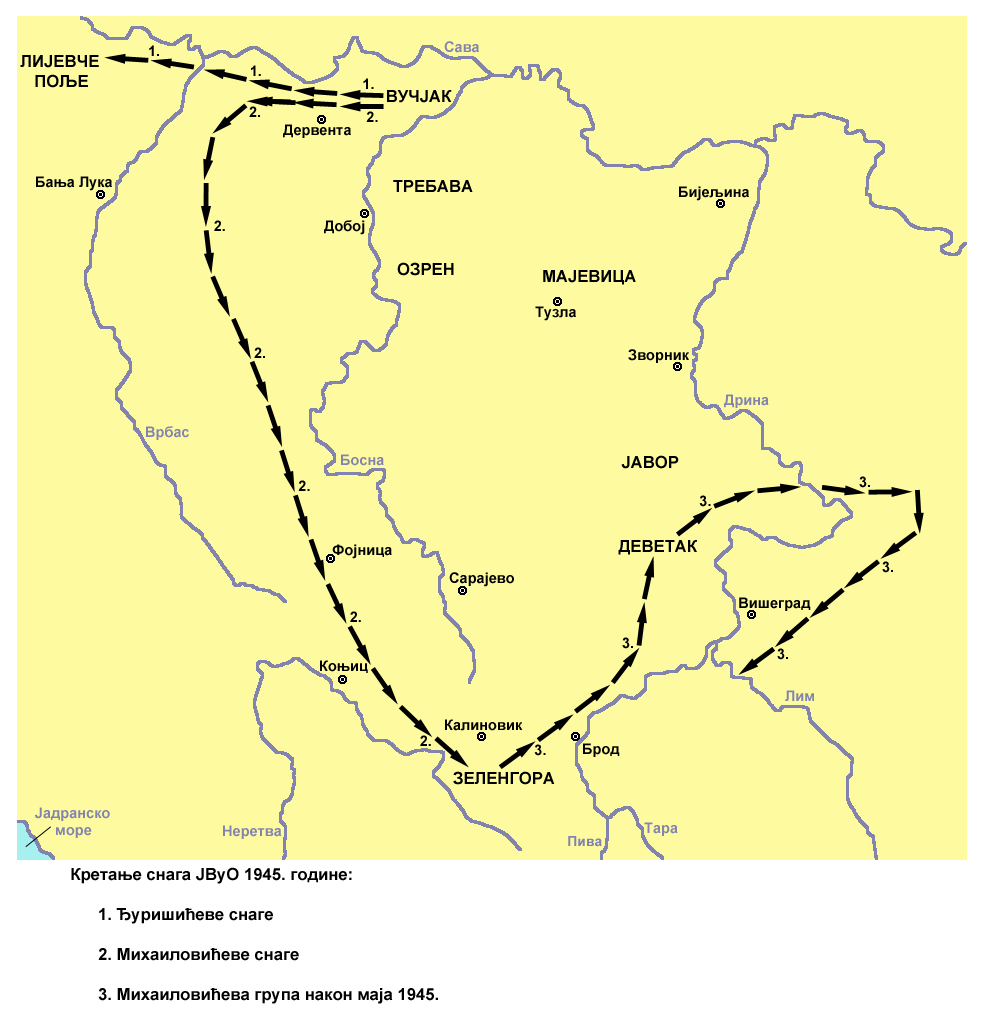
Движение сил четников: 1) четники Павле Джуришича; 2) четники Дражи Михайловича (от Вучьяка до битвы при Зеленгоре, апрель—май 1945); 3) четники Дражи Михайловича (от битвы при Зеленгоре и до его ареста, май 1945—март 1946)

После неудачной перегруппировки войск на Озрене Михайлович в середине марта вместе с остальными силами четников форсировал Босну и добрался до горы Вучияк, где оставался до середины апреля 1945 года, после чего начал прорываться в сторону Сербии. Ещё в конце 1944 года немцы решили объединить антикоммунистические силы в борьбе против НОАЮ. Когда в начале 1945 года дошло до окончательного разрыва между Димитрием Лётичем и Миланом Недичем, Лётич, упорно настаивавший на создании единого антикоммунистического блока, ушёл из Австрии в Истрию, где находились остатки Сербского добровольческого корпуса войск СС, четники Доброслава Евджевича и Момчило Джуича. Его задумка сводилась к формированию на территории Истрии и Словении единого антикоммунистического войска, которое бы могло после капитуляции Германии получить поддержку от западных союзников. Этот план был передан Михайловичу эмиссарами Лётича, отправившихся к нему в штаб-квартиру: возможность ухода в Словению упоминалась в радиообмене между Михайловичем и его корреспондентами с 12 декабря 1944 по 7 апреля 1945 года. Однако Михайлович, не отвергая полностью план, всё же отказался уходить в Словению: 21 марта 1945 года в радиограмме Лётичу генерал Михайлович, ссылаясь на поступающие из Сербии сообщения о недовольстве народа коммунистами, исключил возможность ухода из страны. В конце марта обострился конфликт Михайловича с Павле Джуришичем, который в то же время заключил соглашение с Секулой Дрлевичем и стал набирать из своего личного состава Черногорскую народную армию, с которой двинулся в Словению. Вместе с Джуришичем к армии присоединились командиры четников Захарие Остойич и Петар Бачович, а также главный идеолог четников Драгиша Васич, однако его войска в начале апреля были разбиты усташами в битве на Лиевче-Поле недалеко от Баня-Луки.
Ободрённые новостями, отправленными от имени Чосича, и использовавшие опыт группы Джуришича, 13 апреля 1945 года войска Михайловича численностью 10—12 тысяч человек отправились с Вучияка в Сербию. Чтобы ввести противника в заблуждение, он повёл войска на запад, чтобы создать впечатление, что его люди следуют за черногорскими четниками, а после перехода горы Мотаица его силы повернули на юг и продолжили двигаться к востоку от Котор-Вароша, между Травником и Зеницей, после чего вошли в район Фойницы. Затем они прошли через Иван-Планину и по западному склону Белашницы, обошли с запада Калиновик и двинулись на восток, где попытались переправиться через Дрину в точке слияния с Сутьеской. На Зеленгоре войска Михайловича 12—13 мая 1945 года вели бой против частей Югославской армии и Корпуса народной обороны Югославии, которые оттеснили четников в высокое и крутое ущелье реки Езерица, к западу от Калиновика. Позиции четников подвергались атакам пехоты, артобстрелам и ударам с воздуха, и спустя считанные дни после подписания акта о безоговорочной капитуляции Германии войска четников были разбиты. Четники понесли огромные потери в живой силе, технике и оборудовании: с 1 по 18 мая силы Михайловича потеряли 9235 солдат и 300 офицеров в боях против Корпуса народной обороны. В его распоряжении остались всего несколько сотен бойцов. Также коммунистами был захвачен архив штаба четников, а в результате обстрела была уничтожена и радиостанция четников, что не позволило ОЗНА вести дальше радиоигру.
После поражения на Зеленгоре Михайлович со своей личной охраной некоторое время задержался в селе Закмур, около Фочи, а позже ушёл в пещеры в долине реки Требишчина. После он двинулся на север через дорогу Фоча—Калиновик, чтобы связаться с оставшимися силами четников в Романии и Восточной Боснии. На этом пути в ночь с 23 на 24 мая 1945 года у села Булози в общине Рогатица завязались ожесточённые бои, в которых погиб сын Дражи Воислав (1924—1945). С группой из 17 человек Михайлович в конце мая выбрался в район Хан-Песака и связался с местными четниками. В начале июня он связался с командиром Рогатицкой бригады Радомиром Нешковичем, а через него и с майором Драгишей Василевичем, командиром Вишеградской бригады. С их помощью 20 сентября 1945 года Михайлович около села Ресник форсировал Дрину. Продолжая верить информации от «майора Чосича» (ОЗНА) о ситуации в Сербии, с группой более 30 человек он отправился в Сербию в надежде выйти на связь с командирами четников, действовавшими в Западной Сербии — Драгославом Рачичем, Николой Калабичем, Филипом Айдачичем и т. д. В боях против четников Корпус народной обороны Югославии понёс большие потери, вследствие чего четники преодолели гору Тару и добрались до Повлена и Медведника, но Михайлович глубоко был разочарован реальным положением дел в Сербии и вынужден был вернуться через Дрину в Боснию.

## Погоня за Михайловичем и задержание Калабича

### Внедрение оперативного сотрудника ОЗНА в ряды четников
Переход Драголюба Михайловича через Дрину не остался незамеченным для органов Народной милиции, Югославской армии и Корпуса народной обороны Югославии, которые вели поиски в районе Дрины, а также для сотрудников Отдела по защите народа, которые следовали за Михайловичем. После поступления сообщений о появлении предводителя четников в Сербии части милиции и КНОЮ начали разыскивать его в районе Ужице—Косьерич—Вишеград, поэтому из-за масштаба поисковых акций Михайлович вынужден был вернуться в Боснию. Благодаря умелым манёврам на местности, дезинформированию и помощи опытных сообщников и проводников он сумел установить связь с четниками в окрестностях Добруна. Тем временем участвовавший в поиске генерала четников майор ОЗНА Милован Пеянович в октябре 1945 года сумел внедриться в подпольную белградскую группу четников. Акция началась с задержания проститутки на Карагеоргиевой улице: при обыске у женщины обнаружили подозрительную записку, содержимое которой позже истолковали как донесение от командира четников Валевского округа Милича Бошковича, направленное руководителю организации четников в Белграде. Сотрудники ОЗНА с помощью задержанной проститутки выследили «клиента», который при оплате услуг передал ей некую записку — им оказался инженер-электрик Радослав Маркович, который признался, что это письмо было от Бошковича, и согласился пойти на сотрудничество с органами. Благодаря Марковичу майор Пеянович внедрился в белградскую организацию четников — по легенде, он был адвокатом из Белграда и бывшим четником по имени Любо Попович, который вернулся из эмиграции с важной задачей. Пеянович установил связь с рядом четников, в том числе с гимназистом Сашей Йовановичем, который в качестве курьера обеспечивал связь с четниками Валевского округа. Вместе с Сашей он отправился на встречу с Бошковичем и его людьми, установив с ними контакт.
Попович провёл две встречи с Бошковичем, а к моменту третьей встречи, состоявшейся 6 ноября 1945 года в деревне Ба недалеко от Лига, ОЗНА установила, что в районе Валева скрывался подпоручик Драгиша Благоевич, телохранитель командующего четниками. Попович попросил Бошковича связаться с Благоевичем, рассчитывая узнать информацию о местонахождении генерала Михайловича. Изначально отказывавшийся, Бошкович в итоге согласился и отвёз его в лес в районе села Струганик, где и состоялась встреча Поповича с Благоевичем. На встрече Попович узнал, что Михайлович скрывается в Боснии — наиболее вероятным местом считались окрестности Вишеграда, где находился бывший командир Вишеградской четнической бригады майор Драгиша Василевич. 12 ноября около дороги Мионица—Бреждже состоялась очередная встреча Благоевича и Поповича, на котором тот передал четникам несколько вещей в качестве подарка от белградской подпольной группы четников, а с собой в Белград он увёл одного из радистов четников. Через два дня радист направил Благоевичу и Бошковичу письмо, в котором высоко оценил работу белградских четников и Поповича в частности.

### Задержание Николы Калабича
Никола Калабич, командир Горной королевской гвардии, сумел в мае 1945 года во время битвы при Зеленгоре вывести из окружения около 50 человек. Во время отступления Калабич встретился с Михайловичем в деревне Закмур около Фочи и договорился о том, что сам отправится в Сербию, а Михайлович останется в Боснии и попытается собрать оставшиеся силы четников. С остатками своих людей Калабич перешёл Дрину и через Златибор двинулся в сторону Валева, где и оставался осенью 1945 года. Через Драгишу Благоевича он узнал о его связи с представителем белградской организации четников и получил письмо от радиста из Белграда, после чего решил встретиться с Поповичем. На встречу с Благоевичем и Калабичем, назначенную на 22 ноября, Люба Попович повёл одного из бывших четников Калабича, известного под псевдонимом «Максим», который был завербован ОЗНА, и взял два письма от имени белградских четников на имя Михайловича и Калабича. Встреча состоялась в заброшенном доме в деревне Паштрица недалеко от дороги Мионица—Бреждже. После долгого разговора Калабич принял предложение Поповича предоставить ему фальшивые документы и перебраться в Белград. После встречи Калабич отправил Поповича и Благоевича в деревню Вели-Луг под Вишеградом на встречу с одной вдовой, которая была связной четников: ей оставили письма «белградской организации» для Михайловича, к которому Калабич приложил и своё письмо.
Несколько дней спустя вдова из Вели-Луга сообщила Поповичу и Благоевичу, что Василевич не доверяет источникам сообщений. Они оставили ему ещё одно письмо, прежде чем вернуться в Сербию. Попович пригласил в Белград на «зимовку» Драгишу Благоевича, о чём позаботились деятели «белградской четнической организации» (сотрудники ОЗНА под прикрытием). Через пару дней Калабич через курьера отправил Поповичу сообщение, в котором попросил привести на назначенную на 29 ноября встречу одного офицера из посольства США. Было принято решение, что роль американского офицера сыграет сотрудник ОЗНА, владеющий английским языком. Однако в связи с постоянными розысками Корпусом народной обороны Калабич не мог прибыть на встречу, поэтому через курьера направил сообщение с просьбой провести новую встречу: она состоялась 5 декабря в доме в районе Беличи (около Бранковины). На встрече после разговора с Поповичем и «американским офицером» Калабич заявил, что этой же ночью вернётся в Белград, а оттуда же вылетит за границу. Решение Калабича вызвало негодование у присутствовавших четников, которые сочли это за ловушку. Командир Валевского корпуса Живорад Мишич и командир Тамнавской бригады Марко Котарац, несмотря на своё упорство, не переубедили Калабича: в ту же ночь он со своим телохранителем Драгославом «Черчиллем» Милосавлевичем отправился в Белград в сопровождении Поповича и «американского офицера».
По прибытии в Белград Калабич и Милосавлевич отправились в дом на улице Божи Янковича в районе Вождовац, где их поджидали оперативники ОЗНА — майоры Васович, Видакович и Крстич, представившиеся как члены «белградской четнической организации». Их задача заключалась в том, чтобы с помощью Любы Поповича (Милован Пеянович) и «американского офицера» (Лаза Закич) схватить Калабича без применения оружия и чрезмерной силы, чтобы Калабич мог предстать перед судом и, по возможности, был использован для дальнейшего поиска Михайловича. Вошедший в дом Калабич вёл себя подозрительно, держа в одной руке гранату, а в другой пистолет. Чтобы разрядить атмосферу, оперативники предложили Калабичу выпить и начали рассказывать об акциях, якобы совершённых четниками в Белграде. Особенно тесный контакт с Калабичем установил майор Слободан Крстич, который являлся главным в этой группе и был представлен как Дабич, сотрудник Министерства образования. Во время ужина оперативники ОЗНА напоили Калабича допьяна, рассчитывая ослабить его самоконтроль и потом арестовать. Чтобы не вызвать подозрений, они тоже употребляли алкоголь и спустя некоторое время полностью опьянели, в то время как привыкший к алкоголю Калабич не проявлял признаков опьянения. В конце концов, убеждённый в своей безопасности Калабич заснул на диване в комнате. Оперативники ОЗНА, решив, что настал момент для действий, разоружили Калабича, а потом надели на него наручники. В тот момент он проснулся и начал сопротивляться, но Васович, Видакович и Пеянович сумели с ним справиться без нанесения травм. Другие оперативники аналогично скрутили Милосавлевича. Арестованного Калабича в доме в Вождоваце посетили руководители ОЗНА Слободан Пенезич и Александр Ранкович, а на следующую ночь его перевели в тюрьму в здании ОЗНА на улице Княгини Любицы.

### Подготовка к поимке Михайловича
Арестованный Калабич изначально находился в изоляции, а затем сотрудники ОЗНА начали его допросы. Ему сообщили, в каком положении он находится, и предложили сотрудничество. Чтобы убедиться в его готовности сотрудничать, от Калабича потребовали отправить письмо четникам, в котором он сообщал, что «белградская организация четников» хорошо его приняла. Дав своё согласие, Калабич написал письмо на имя командира Валевского четнического округа Милича Бошковича, в котором сообщил о ситуации в Белграде. Позже по договорённости с Любо Поповичем была организована переброска оставшихся валевских четников на «зимовье» в Белград. Для этого Калабич отправил четникам ещё два письма, после отправки которых четники с помощью Поповича прибыли в Белград. В этой операции участвовало 28 четников, а крупнейшая их группа насчитывала 14 человек: она прибыла в Белград 26 декабря 1945 года, в её составе были Милич Бошкович, Марко Котарац, Живорад Мишич и Стоян Благоевич. Их перевезли на грузовиках, которые были наполовину заполнены дровами. План действий был разработан заранее, поэтому группы четников из двух-трёх человек доставили в определённые места, где их поджидали оперативники ОЗНА. В частности, их ждали в доме на улице Божи Янковича в районе Вождовац, в двух квартирах дома на Румынской улице в районе Дедине и в доме на Косовской улице в центре города. Оставшуюся часть отвезли в главное здание управления ОЗНА по Сербии на улице княгини Любицы. В ходе выполнения операции в Дедине при задержании одним из четников был ранен майор ОЗНА Никола Бугарчич.
После ареста оставшихся четников Калабича оперативники ОЗНА продолжили с ним переговоры о дальнейшем сотрудничестве. Сам он предлагал помощь в поимке других четников, однако оперативники требовали его участия в поимке Михайловича. Хотя изначально он отказывался помогать оперативникам, в начале января 1946 года он всё же согласился присоединиться к этой операции. Окончательное согласие Калабича было получено в доме Пенезича на улице Толстого в Дедине, где Калабич также вёл переговоры с секретарём ЦК Коммунистической партии Сербии Благое Нешковичем. После этого Пенезич отобрал десяток наиболее доверенных офицеров ОЗНА, дав им задачу — под видом четников вместе с Калабичем установить контакт с Дражей Михайловичем, выманить его из убежища, где он мог скрываться, и схватить его. Отобранным офицерам было приказано отпустить бороды, а каждому придумали легенду о службе в том или ином отряде — оперативники были обязаны выучить её наизусть, чтобы не выдать себя ненароком при разговоре с четниками. При разработке легенд ОЗНА остановилась на Авалском корпусе, с личным составом которого Дража Михайлович и его соратники не устанавливали прямые контакты.
В группу оперативников ОЗНА, которые должны были войти в доверие к Михайловичу, находились Любо Попович (Милован Пеянович) и ряд сотрудников, задержавших Николу Калабича и его четников. Роль адъютанта Калабича исполнял майор Драголюб Васич, а телохранителей Калабича — Раденко Мандич и Джордже Нешич, которые должны были не оставлять Калабича одного и не выпускать его из вида. Группу возглавил подполковник Светолик Лазаревич. Чтобы привыкнуть к Калабичу и образу жизни четников, все оперативники вместе с Калабичем расселились в доме на Косовской улице, где прожили десяток дней, следуя распорядку дня и образу жизни четников, учились общаться друг с другом и разучивали песни четников.

## Поимка Михайловича

### Первая попытка
В декабре 1945 года Дража Михайлович в сопровождении Драгиши Василевича и ещё четверых охранников прибыл на гору Панос, где укрылся в землянке недалеко от села Велетово. В начале января 1946 года сотрудники управления ОЗНА по Боснии и Герцеговине, которые проводили оперативно-розыскные мероприятия и разыскивали Михайловича, нашли эту землянку, после чего сотрудники Корпуса народной обороны Югославии начали прочёсывать местность. В ходе обысков завязалась перестрелка: погиб один из телохранителей Михайловича, также был убит командир четников Йово Вучкович. Михайлович вместе с Василевичем и оставшимися телохранителями покинул землянку и ушёл на Крставацкую равнину, где спрятался в одном из заброшенных убежищ Будимира Гайича. В ту же ночь была установлена связь с Гайичем, который через два дня помог Михайловичу перебраться в землянку в Црни-Врхе. Единственным, кто знал о наличии подобной землянки, был только шурин Гайича, Витомир Русо из Гране. Через него поддерживалась связь между всеми четниками: он собирал всю необходимую информацию и снаряжение.
После завершения подготовки группа предварительно обученных оперативников ОЗНА совместно с Николой Калабичем 19 января 1946 года двинулась из Белграда в сторону Вишеграда, преследуя Михайловича. Командир группы, Светолик Лазаревич, днём ранее отправился в Вишеград, где связался с капитаном Саво Преджо из управления ОЗНА по Боснии и Герцеговине. Оба они прибыли в окрестности Ужице, где связались с «группой Калабича» и двинулись в сторону Вишеграда. Среди оперативников ОЗНА, которые участвовали в этой операции, был начальник управления ОЗНА по Сербии Слободан Пенезич. На грузовике «группа Калабича» выехала на дорогу Добрун — Прибой и далее отправилась своим ходом, добравшись до деревни Гране для поиска Будимира Гайича. В доме отца Будимира, Петара Гайича, Калабич пробыл с группой всю ночь и последующий день. Изначально недоверчивые жители дома утверждали, что не знают местонахождение Будимира, однако позже сообщили, что он прячется с Драгишей Василевичем. На следующую ночь хозяева позвали Витомира Русо, которому Калабич передал письмо для Гайича. Витомир немедленно отправился в Црни-Врх и передал письмо Калабича, однако у Василевича это письмо вызвало серьёзные подозрения, и он велел Русо передать гостям, что тот якобы не смог никого найти в землянке. После своего возвращения Калабич написал ещё одно письмо Гайичу и оставил свою фотографию, а на прощании сказал, что вернётся через неделю и к тому моменту обязательно найдёт Будимира. Покинув дом Гайичей, «группа Калабича» отправилась обратно к дороге Добрун — Прибой, где их ждал в условленном месте грузовик, на котором они вернулись в Белград. Во избежание раскрытия операции части Народной милиции и Корпуса народной обороны не были отозваны и не получали информацию о том, что на местности находится группа «четников». Поэтому, «группа Калабича» была вынуждена избегать занятых поиском Михайловича отрядов.

### Вторая попытка
После возвращения в Белград Калабич и группа сотрудников ОЗНА снова разместились в квартире на Косовской улице, связь с ними поддерживали только Пенезич и Лазаревич. После отъезда группы в Белград капитан Саво Преджа отправился в Вишеград с приказом к частям Народной милиции и Корпуса народной обороны не вести крупных операций, чтобы разыскиваемые лица не перешли на другую территорию. Тем временем один из сотрудников управления ОЗНА по Боснии и Герцеговине провёл обыск в деревне Гране и посетил дом Петара Гайича, жителям которого сообщили, что их навещал Никола Калабич. Этот визит милиционеров должен был убедить Гайича и его семью, что в их доме действительно побывал не самозванец, а настоящий Калабич, и что его разыскивают милиция и КНОЮ. Через семь дней группа Калабича вернулась в окрестности Вишеграда, снова выйдя на дорогу Добрун — Прибой и затем отправившись в село Гране. Поскольку их путь занял больше времени по сравнению с первой поездкой, им пришлось остановиться в одном из домов на привал, и только на следующую ночь они дошли до дома Гайичей. На этот раз Витомир Русо отказался отправляться на поиски Будимира, сославшись на то, что потерял с ним связь. Из-за невыполненного прежнего поручения по передаче письма и фотографии Калабича, которую оставили оперативники в прошлый раз, а также резкого отказа идти на сотрудничество, Калабич и «его четники» только угрозами заставили Витомира отправиться на поиски. Прибытие Витомира с новым письмом от Калабича ещё больше встревожило Василевича и Гайича, поэтому они посоветовали ему не возвращаться домой. Русо ушёл в убежище четников, вернув с доверенным человеком письмо и фотографию Калабича и передав, что не смог найти Гайича. После этого Калабич написал ещё одно письмо для Гайича, в котором сообщил, что приедет весной, чтобы установить связь с его людьми и Дражей Михайловичем. После этого группа Калабича вернулась в Белград.
Обеспокоенные внезапным появлением Калабича на их территории, четники, не предупредив Михайловича о визитах Калабича и письмах, покинули землянку в Црни-Врхе и ушли в ближайшее село Репушевичи. Они поселились в доме Миле Кнежевича, который был их доверенным лицом. Недалеко от этого дома были выкопаны ещё два убежища: одно для Михайловича и Василевича, другое для его соратников. Тем временем капитан Преджа из управления ОЗНА по Боснии и Герцеговине, успевший уже сообщить начальству о неудачной попытке поимки Михайловича, взял инициативу в свои руки и занялся поисками генерала самостоятельно. Сначала им был арестован Витомир Русо, который вынужден был показать ему землянку, где скрывался Гайич, но к тому моменту там уже никого не было. В связи с подобными действиями, проведёнными без разрешения, ОЗНА начала собственное внутреннее расследование. Поскольку две первые попытки поимки Михайловича провалились, а также имело место самоуправство, поисковые мероприятия были прекращены, а «группу Калабича» расформировали, отправив офицеров на прежние должности, а Калабича оставив под стражей. В конце января 1946 года, пока группа офицеров ОЗНА, переодетая в четников, вела поиски Михайловича, в самой службе произошли также серьёзные изменения — Отдел по защите народа (ОЗНА) был преобразован в Службу государственной безопасности, а Слободан Пенезич был назначен министром внутренних дел в правительстве Народной Республики Сербия.

### Третья попытка
После месячного перерыва и долгих преследований четников силами Народной милиции и Корпуса народной обороны, в начале марта 1946 года сотрудники ОЗНА из «группы Калабича» снова были вызваны для подготовки к операции. Чтобы операция прошла гладко, а в районе не было незапланированных поисковых операций, Слободан Пенезич отправил в Вишеград группу оперативников управления ОЗНА по Сербии, которую возглавили полковник Йово Капичич и майор Владан Боянич. По официальной легенде, они были сотрудниками метеорологической станции и занимались проведением метеорологических испытаний, в действительности же они должны были получать информацию на местах и поддерживать постоянную радиосвязь с центром ОЗНА в Белграде, а также с «группой Калабича» после того, как она выйдет в поле. Незадолго до выхода группы на задание Пенезич сам отправился в Прибой, где возглавил операцию по сбору информации и допросу арестованных помощников четников.
«Группа Калабича» 6 марта 1946 года грузовиком была доставлена из Белграда в Златибор, откуда уже пешком отправилась в сторону Вишеграда. Целью группы было пройти через деревни Рибница, Горна-Ябланица и Доня-Ябланица, Брезовац и Биело-Брдо, перебираясь от одного сообщника четников к другому, и добраться до деревни Раванци. В отличие от предыдущих двух попыток, когда они шли непосредственно в Добрун, в этот раз оперативники днями обходили недоверчивых помощников четников, чтобы распространить среди них слухи о пребывании Николы Калабича. Во время своего пребывания в Брезоваце, Калабич через одно из сторонников оставил очередное сообщение Будимиру Гайичу, но ответа не получил, поскольку из-за поисковых операций группа вынуждена была двинуться дальше. В деревне Биело-Брдо группа установила связь с двумя братьями, которые были сторонниками Гайича. Пока группа отдыхала в селе, один из братьев отправился в землянку Гайича и затем передал Калабичу сообщение, что Будимир Гайич назначил встречу в деревне Горни-Раванци.
Вечером 11 марта 1946 года в селе Горни-Раванци состоялась встреча между Николой Калабичем и «его группой» с одной стороны и командиром четников Будимиром Гайичем и телохранителем Михаиловаича Благое Ковачем с другой стороны. После долгого разговора с Калабичем, в ходе которого он убедил своих собеседников в сложившейся благоприятной в Сербии ситуации, Ковач отправился назад в Репушевичи, чтобы сообщить Драже Михайловичу о том, что объявившийся Калабич является подлинным Калабичем, с которым он ранее был знаком. Чуть позже той же ночью Гайич, Калабич и «его группа» перешли к другому стороннику четников в селе Дони-Раванци, где оставались до следующего вечера, пока не отправились в Репушевичи на встречу с Драголюбом Михайловичем.
По прибытии в Репушевичи, у дома Мило Кнежевича, в котором находился Дража Михайлович, была поставлена смешанная охрана из людей Гайича и Калабича, после чего в дом вошли сами Гайич и Калабич. Туда же Калабич взял своего адъютанта майора Васовича, личных телохранителей майоров Нешича и Мандича и подполковника Лазича — командира группы ОЗНА. В ходе встречи Калабич и Михайлович долго разговаривали о событиях, случившихся после их расставания в мае 1945 года, и Калабич заверил его в сложившейся благоприятной ситуации для четников в Сербии, поведав ему о новых крупных вооружённых отрядах и внушив лидеру четников, что народ недоволен властью коммунистов и ждёт возвращения монархии. Изначально Михайлович был очень подозрительным, а полковник Драгиша Василевич не доверял Калабичу, уговаривая Михайловича не отправляться в Сербию. Однако тот, осознавая своё безвыходное положение, всё же поверил словам Калабича и в какой-то момент пригласил Василевича и Калабича в другую комнату, где те смогли бы договориться об отъезде. Этот момент стал одним из критических в операции: сотрудники ОЗНА не должны были оставлять Калабича один на один, однако он сам разрешил возникшую проблему, позвав с собой адъютанта Васовича. В ходе непродолжительной беседы Калабич предложил Михайловичу наиболее выгодную дорогу в Сербию, а затем все договорились покинуть дом в ту же ночь и разделиться на две группы. В первую группу входили Дража Михайлович, Никола Калабич, Драгиша Василевич, телохранители командующего Благое Ковач и Никола Майсторович, а также «четники Калабича». Во вторую группу входили все остальные четники во главе с Будимиром Гайичем. Первая группа должна была двигаться в сторону Брезоваца, где останавливалась и дожидалась вторую группы, шедшую к Вишеграду и обязавшуюся при первой возможности атаковать преследовавшие их части Народной милиции и КНОЮ, чтобы сбить их со следа первой группы. Дальше вторая группа соединялась под Брезовацем с первой и двигалась в Сербию. По просьбе Калабича первой группе выдали проводника, хорошо знавшего путь к дороге Добрун — Прибой: им оказался Лазар Гайич, двоюродный брат Будимира Гайича.

### Момент ареста
Когда в путь отправилась первая группа, оперативников ОЗНА распределили так, чтобы они чередовались с Василевичем и телохранителями Михайловича. За проводником Лазарем Гайичем, который шёл впереди колонны, следовал капитан ОЗНА Жива Чиклован, за ним шёл прапорщик ОЗНА Раша Нешованович, после него — телохранитель Благое Ковач, ещё дальше — майор ОЗНА Слободан «Уча» Крстич, за ним Драгиша Василевич и т. д. Рядом с Дражей Михайловичем шли майоры ОЗНА Раденко Мандич и Джордже Нешич, а за ними подполковник Светолик Лазаревич. В самом конце колонны шёл Никола Калабич и игравший роль адъютанта майор ОЗНА Драголюб Васович. По заранее достигнутой договорённости, к действиям по захвату Михайловича нужно было приступить после сигнала Лазаревича и команды «Учо, стой!» (серб. Учо стани!): всех четников нужно было арестовать или ликвидировать в случае сопротивления, а Мандич и Несич должны были с помощью Лазаревича оттолкнуть Михайловича в сторону и сохранить ему жизнь. Пока колонна двигалась к дороге Добрун — Прибой, подполковник Лазаревич выбирал выгодное место для операции, стараясь держать группу как можно дальше от той точки, где она разделилась с группой Гайича. Примерно через час после начала движения колонна достигла присёлка Ундруле (серб. Ундруље), однако в этот момент произошло непредвиденное: Михайлович устал идти и попросил колонну остановиться. Пока проводник Гайич и майор Чиклован оторвались от колонны, прозвучал крик «Стой!» (серб. Стани!). Чиклован, ошибочно приняв это за сигнал к действию, направил пистолет-пулемёт на Гайича, однако оружие заклинило. Гайич воспользовался этим и попытался сбежать, однако Чиклован успел его легко ранить. Тут же завязалась перестрелка: Нешич застрелил Василевича и Ковача, который после выстрелов побежал в сторону Дражи Михайловича. В это же время Раденко Мандич повалил на землю Михайловича, закрыв его своим телом и тем самым защитив от выстрелов, а Светолик Лазаревич заковал его в наручники.
После успешного ареста группа оперативников ОЗНА вместе с Дражей Михайловичем поспешила в сторону дороги Добрун — Прибой. Когда они добрались до неё, то остановились на отдых в одном из домов и установили охрану у дома. Подполковник Лазаревич отправил Слободана Крстича и Рашу Нешовановича на железнодороожную станцию Добрун, откуда те по телефону сообщили штабу ОЗНА в Вишеграде об успешном завершении операции и попросили отправить за ними транспорт. Утром 13 марта, на рассвете Владан Боянич и Йово Капичич прибыли в Добрунску-Риеку на двух фургонах и грузовике, а оттуда с Михайловичем и сотрудниками ОЗНА отправились в Ужице, выехав оттуда в Белград. По прибытии в Белград они отправились в штаб-квартиру управления ОЗНА по Сербии, располагавшуюся в здании по улице княгини Любицы. Поскольку сам факт поимки Дражи Михайловича должен был оставаться в тайне, всю охрану у внутреннего входа в здание сняли, после чего оперативники ОЗНА вместе с арестованным спустились в подвал, где находилась камера предварительного заключения. Сразу по прибытии полковник Капичич сообщил об успехе операции по телефону министру внутренних дел ФНРЮ Александру Ранковичу и министру внутренних дел НР Сербии Слободану Пенезичу, который находился в это время в Нови-Саде. Сразу после получения информации Ранкович отправился в штаб-квартиру ОЗНА и встретился с Михайловичем, а спустя некоторое время туда же приехал и Слободан Пенезич. В момент ареста Михайловича Иосип Броз Тито находился с официальным визитом в Польше, а, получив информацию, распорядился об этом сообщить Иосифу Сталину. Тот, в свою очередь, воспринял новость весьма прохладно и распорядился провести расследование о том, почему советская военная разведка не располагала информацией о подготовке Югославии к поимке Михайловича.
Александр Ранкович направил Иосипу Брозу Тито официальное послание об аресте Драголюба Михайловича следующего содержания:

Товарищ маршал,
поставленную задачу группа офицеров ОЗНА выполнила полностью. Предатель Дража был пойман и уже находится в Белграде. В ходе операции был убит капитан Василевич и ещё трое телохранителей Дражи. Мы не понесли потерь. Без предварительного плана и помощи К. мы бы не смогли раскрыть и схватить Дражу, поскольку он был идеально скрыт и охранялся закалёнными в боях бандитами.
Мы по-прежнему будем держать всё в строжайшей секретности, даже если что-то будет известно случившемся на территории, где произошла операция. Единственное, что неизвестно — какова судьба Дражи. Нашей небольшой группе офицеров необходимо было быстро выбраться, и поэтому тела убитых бандитов остались лежать недалеко от логова Дражи и не были погребены.
Ранкович.
Оригинальный текст (серб.)Друже Маршале,

претпостављени задатак у потпуности је извршила група официра ОЗНЕ. Издајник Дража је ухваћен и већ се налази у Београду. Том приликом убијен је капетан Васиљевић и још три Дражина пратиоца. Ми нисмо имали губитака. Без пред. плана и помоћи К. не би могли открити и ухватити Дражу јер је савршено био законс., окружен и чуван од окореле банде.
И даље држимо све у највећој тајности, ма да се нешто зна на терену где је извршена оружана акција. Једино се не зна каква је судбина задесила Дражу том приликом. Наша малобројна група официра морала се брзо извлачити и зато су погинули бандити остали незакопани недалеко од Дражине јазбине.

Ранковић.

Раненый проводник первой группы Лазар Гайич сумел прорваться в деревню Репушевичи, найти своего двоюродного брата Будимира Гайича и сообщить ему, что «спутники Калабича» попытались убить его и что он не знает, что случилось с Михайловичем и другими бойцами после этого. На следующий день Будимир отправил Миле Кнежевича, у которого скрывался прежде предводитель четников, в Ундруле, чтобы выяснить, что именно случилось. На месте происшествия Кнежевич обнаружил тела убитых Драгиши Василевича, Николы Майсторовича и Благое Ковача, которые затем были захоронены местными жителями в непосредственной близости. Узнав об этом, Гайич отказался от встречи с Михайловичем и Калабичем в Брезоваце, а через две недели добрался до Брезоваца со своей группой, узнав, что дом, где ему предстояло встретиться с «группой Калабича», был окружён Народной милицией и бойцами КНОЮ. Вплоть до публикации официальных сообщений об аресте Михайловича никто из людей Гайича понятия не имел, что случилось с их командующим. Борьба против оставшихся в окрестностях Вишеграда четников продолжалась: Будимир Гайич погиб в декабре 1947 года в стычке с преследовавшими частями, а Лазар погиб ещё в марте того же года. В ходе стычек с милицией и КНОЮ все оставшиеся четники были убиты: последним погиб в январе 1951 года лейтенант Српко Меденица.

## Участники операции
Операцией по поимке Дражи Михайловича непосредственно руководили начальник управления ОЗНА по Сербии Слободан Пенезич и начальник 4-го отдела Светолик Лазаревич, а все участники операции были членами управления ОЗНА по Сербии, кроме капитана Саво Преджи из управления ОЗНА по Боснии и Герцеговине.
Непосредственные участники поимки
- майор Драголюб Васович (сербохорв. Драгољуб Васовић)
- лейтенант Янко Димич (сербохорв. Јанко Димић)
- майор Слободан «Уча» Крстич (сербохорв. Слободан Крстић Уча)
- подполковник Светолик Лазаревич[серб.]
- майор Раденко Мандич[серб.]
- капитан[93] (позже майор) Джордже Нешич[серб.]
- прапорщик Раша Нешованович (сербохорв. Раша Нешовановић)
- майор Милован «Бата» Пеянович (сербохорв. Милован Пејановић Бата)
- сержант Звонко Ситарич (сербохорв. Звонко Ситарић)
- сержант[93] (позже старший сержант) Мане Тркуля (сербохорв. Мане Тркуља)
- майор Жива Чиклован (сербохорв. Жива Чиклован)
- младший лейтенант Миле Булайич (сербохорв. Миле Булајић) — курьер[93], псевдоним Стево Попов (сербохорв. Стево Попов)[94]

Сотрудники «метеорологической группы» в Вишеграде
- подполковник[93] (позже генерал) Йово Капичич[серб.] — руководитель разведывательного центра[92]
- майор Владан «Влада» Боянич[серб.][93]
- полковник Йово Капичич[серб.]
- капитан Саво Преджа (сербохорв. Саво Пређа)
- Йован Стоянович (сербохорв. Јован Стојановић) — курьер[95]
- водитель Миодраг Тасич (сербохорв. Миодраг Тасић)
- майор Воислав «Войя» Чолович (сербохорв. Војислав Чоловић Воја)
- лейтенант Джуро Шербеджия (сербохорв. Ђуро Шербеџија)
- лейтенант Никола Мишчевич (серб. Никола Мишчевић)[93]

В газете «Борба» 21 апреля 1946 года был опубликован указ Президиума Народной скупщины ФНРЮ о награждении государственными наградами следующих участников операции:
- Орден «За заслуги перед народом» I степени: Светолик Лазаревич, Слободан Крстич, Милован Пеянович, Жива Чиклован, Войя Чолович, Саво Преджа, Янко Димич, Миле Булайич.
- Орден Братства и единства I степени: Владан Боянич.
- Орден Партизанской звезды II степени: Драголюб Васович, Раденко Мандич.
- Орден «За храбрость»: Светолик Лазаревич, Драголюб Васович, Слободан Крстич, Милован Пеянович, Раденко Мандич, Жива Чиклован, Войя Чолович, Владан Боянич, Саво Преджа, Янко Димич, Раша Нешованович, Мане Тркуля, Звонко Ситарич, Миле Булайич.
- Орден «За заслуги перед народом» III степени: Джуро Шербеджия и Никола Мишчевич.

Участвовавший в операции Джордже Нешич был также награждён орденами «За заслуги перед народом» I степени и «За храбрость», однако не был официально упомянут в сообщении газеты в списке представленных к государственным наградам. После завершения операции он проговорился супруге о своем участии в ней, тем самым раскрыв государственную тайну, за что получил выговор по партийной линии.

## Дальнейшая судьба Михайловича
По прибытии в Белград Дража Михайлович был размещён в специально подготовленной камере на третьем этаже штаб-квартиры управления ОЗНА по Сербии, на улице княгини Любицы. Согласно распоряжению министра внутренних дел НР Сербии и организатора всей операции Слободана Пенезича, в камере с Михайловичем дежурили два невооружённых офицера, а третий офицер был вооружён и дежурил снаружи. Чтобы новость об аресте Михайловича оставалась в тайне, дежурство доверили только участникам операции по поимке. Однако, вопреки всем предпринятым мерам предосторожности, новость об аресте Михайловича быстро распространилась по Белграду: причиной тому стал участник операции майор Джордже Нешич, рассказавший об этом своей жене Душице, которая, в свою очередь, рассказала об этом своим коллегам из 3-го Белградского районного комитета Коммунистической партии Сербии. Чтобы остановить распространение слухов, Пенезич потребовал провести служебное расследование, в ходе которого были допрошены около 200 человек, которые подписали письменное обязательство не разглашать информацию об аресте. Из-за нарушения правил конфиденциальности Нешич получил 30 суток ареста, проведя одни из этих суток в одной камере с Михайловичем, а остальные — в отдельной камере; от имени Александра Ранковича он получил также партийный выговор.
Только 24 марта на заседании Народной скупщины ФНРЮ министр внутренних дел Югославии Александр Ранкович официально заявил о задержании Дражи Михайловича:

В четнических бандитских группах остались ещё многие офицеры и командиры, преисполненные надежд на то, что им ещё удастся расширить свои ряды и поднять вооружённое восстание против нового порядка вещей. Остался в стране и их главный вождь — Дража Михайлович. Различные события в наших землях и благоприятные новости об их единомышленниках из-за границы давали им надежду на то, что они получат иностранную помощь. В иностранной прессе были и остаются до сих пор многие дружественные голоса, которые преувеличивали силы и предсказывали восстание, особенно силами армии генерала Михайловича: сначала прошлой весной, а теперь и в этом году, «когда зазеленеют леса». Я могу сказать, что все надежды на внутреннюю и внешнюю реакцию на силу четнической организации и её способность сделать так, чтобы в любом уголке нашей страны народ выступил против народной власти, полностью и бесповоротно рухнули. Сегодня я могу, товарищи депутаты, заявить вам, что предатель Дража Михайлович с 13-го числа этого месяца находится в руках народных властей.
Оригинальный текст (серб.)У четничким бандитским групама били су остали још многи официри-команданти, испуњени надом да су још у стању да прошире своје редове и дижу оружани устанак против новог реда ствари. Остао је у земљи и њихов главни вођа — Дража Михаиловић. Различити догађаји у нашем суседству и повољне вести о њиховој сабраћи преко границе, давали су им наду да ће уживати страну помоћ. Било је, па чак има и данас још, њима пријатељских гласова у страној реакционој штампи, који су њихове снаге преувеличавали и прорицали устанак, нарочито војске генерала Михаиловића, прво за прошло пролеће, а онда опет за ову годину „кад олиста и озелени гора”. Ја могу да изјавим да се све наде домаће и стране реакције у снагу четничке организације и њену способност да ма у ком крају наше земље подигну народ против народне власти, у потпуности и коначно изјаловиле. Ја сам данас у могућности, другови посланици, да пред вама изјавим да је издајник Дража Михаиловић од 13. овог месеца у рукама органа народне власти.

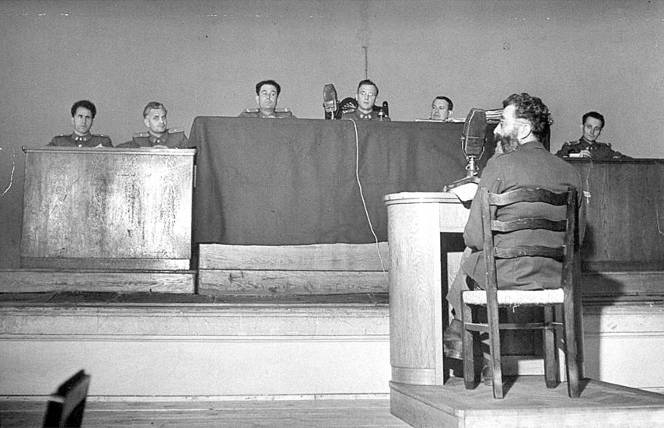
Дража Михайлович перед судом, Белград, июнь 1946 года

Адвокатами Дражи Михайловича были назначены Никола Джонович (сербохорв. Никола Ђоновић) и Драгич Йоксимович, которых он выбрал из предложенного списка адвокатов. Предварительное следствие шло с 9 апреля по 31 мая 1946 года, его вёл заместитель генерального прокурора ФНРЮ Йосиф Малович (сербохорв. Јосиф Маловић), который заменял отсутствовавшего генерального прокурора Йосипа Хрнчевича. 3 июня 1946 года Михайловичу вручили обвинение, составленное полковником Югославской армии Милошем Миничем. До начала суда подследственный содержался под стражей в штаб-квартире управления ОЗНА по Сербии на улице княгини Любицы, а после этого вместе с другими обвиняемыми был перевезён в импровизированную тюрьму в здании Гвардии в Топчидере. В камерах содержалось порой по несколько человек, но только Михайлович был в одиночной камере.
Открытый судебный процесс над Дражей Михайловичем проходил с 10 июня по 15 июля в Военном вече Верховного суда ФНРЮ. Помимо Михайловича, ещё двадцать человек предстали перед судом по обвинению в государственной измене и сотрудничестве с оккупантами; среди обвиняемых были Стеван Мольевич, Драгомир Йованович, Велибор Йонич, Танасие Динич и Коста Мушицкий. 15 июля суд, председателем которого был полковник Михайло «Мика» Джорджевич (сербохорв. Михаило Мика Ђорђевић), вынес Михайловичу приговор — смертная казнь через расстрел, безвозвратное лишение политических и гражданских прав, конфискация всего имущества. В тот же день Михайлович направил в Президиум Народной скупщин ФНРЮ просьбу о помиловании, которая была отклонена 16 июля. В ночь с 16 на 17 июля Дража Михайлович был выведен из камеры заключения и расстрелян в неустановленном до конца месте Вместе с ним были расстреляны и ещё несколько человек, которым был вынесен смертный приговор на том же судебном процессе. Место захоронения Михайловича осталось неизвестным.
В 2006 году, спустя 60 лет после процесса, внук Дражи Михайловича Воислав начал в Высшем суде Белграда процесс реабилитации своего деда. В 2010 году состоялось первое слушание по делу Михайловича, а 14 мая 2015 года суд принял окончательное решение о полном оправдании генерала и его посмертной реабилитации. Было установлено, что смертный приговор по делу был вынесен исключительно по политическим и идеологическим причинам.
В отличие от Дражи Михайловича, дальнейшая судьба Николы Калабича оставалась неизвестной, и со временем появилось несколько версий о том, что с ним дальше произошло. Согласно словам сотрудников ОЗНА Слободана Крстича и Джордже Нешича, участвовавших в поимке Михайловича, Калабич был расстрелян в промежутке между маем и июлем 1946 года. По свидетельствам Крстича, Калабич проживал в доме на Косовской улице, а на его казни присутствовали также Милорад Милатович и Владан Боянич. В 1974 году в беседе с Александром Ранковичем историк Венцеслав Глишич узнал, что спецслужба УДБА выдала паспорт Калабичу на другое имя и отправила его в Боснию. Поскольку Калабич постоянно выпивал и в разговорах нередко проговаривался о своём подлинном имени, его отправили в другой район Боснии, однако он там не прекратил свои выходки, за что и был убит. Ещё одну версию о гибели Калабича опубликовал в своей книге Никола Милованович: Калабич, прогуливаясь свободно по Белграду, был убит неким человеком, чьи близкие погибли от рук солдат Горной королевской гвардии.
Одно из сомнений о судьбе Калабича связано с вопросом о том, знал ли Михайлович о предательстве Калабича. В своих воспоминаниях Слободан Крстич и Джордже Нешич, которые провели с Михайловичем больше всего времени в период его нахождения под стражей, утверждали, что он не знал и никогда не говорил о предательстве Калабича. По словам Нешича, Калабич договорился с сотрудниками ОЗНА, что в ходе операции по аресту Михайловича его гибель инсценируют, что в итоге и сделали. Когда Михайловича арестовали и доставили в дом у дороги Добрун — Прибой, Калабич был переведён в другой дом в сопровождении сотрудника ОЗНА. Позже его посадили в другой автомобиль и доставили в Белград, но отдельно от Михайловича. Эту историю подтверждал и Крстич, который по служебной должности присутствовал на беседе Михайловича с адвокатами. Однажды на вопрос Николы Джоновича, как был осуществлён захват, его подзащитный ответил: «Мастерски. Сначала они обвели Калабича, а потом повезли нас в Сербию и схватили меня». Крстич, одёрнув Джоновича, позволил задать Йоксимовичу вопрос о судьбе Калабича, и Михайлович ответил: «Он погиб на моих глаза, его тело лежало в трёх метрах от меня». Со слов Крстича, генеральный прокурор Йосиф Малович позже говорил, что Дража спрашивал его о судьбе Калабича.

## Популяризация поимки Михайловича в СФРЮ
По состоянию на март 1946 года, на момент официального объявления о поимке Дражи Михайловича, общественности ничего не было известно о деталях операции. Эти же методы УДБА использовала и через год в ходе операции «Гвардиян» по аресту высокопоставленных лидеров движения усташей — Божидара Каврана, Любо Милоша и Анте Врбана. Со временем, среди иммигрировавших за границу югославских четников стали появляться разные истории об аресте Михайловича. Одна из первых версий ареста появилась в августе 1946 года в одной из швейцарских газет, но некоторые исследователи полагают, что часть этих версий была не более чем утками, созданными УДБА. Только спустя 15 лет УДБА решила обнародовать подробности ареста, для чего были приглашены два сотрудника газеты «Политика», Гойко Банович и Коста Степанович, которые вели репортаж с судебного процесса над Дражей Михайловичем в июне—июле 1946 года. Они ознакомились со всеми подробностями поимки и пообщались с участниками операции, а 5 августа 1962 года в газете «Политика» вышла статья «Как был пойман Дража Михайлович» (сербохорв. Како је ухваћен Дража Михаиловић), опубликованная в 44 частях.
Спустя 9 лет, в 1971 году вышла книга «Большая игра с Дражей Михайловичем» (сербохорв. Велика игра са Дражом Михаиловићем), автором которой был Милован «Бата» Пеянович (сербохорв. Милован Бата Пејановић), один из основных участников операций по аресту Николы Калабича и Дажи Михайловича. Поскольку Пеянович возглавлял тогда Верховный суд, книгу он выпустил под своим оперативным псевдонимом Любо Поповича. Писатель Джурица Лабович (сербохорв. Ђурица Лабовић) отметил в предисловии к книге, что автор является высокопоставленным судьёй, который отказался раскрывать свою подлинную личность «по той простой причине, что в событиях, которые он описывает, он существовал только как Любо Попович». Представляя собой подлинное свидетельство, книга нередко расценивалась как романтизированное произведение с большим количеством диалогов и мыслей самого автора. Все сотрудники ОЗНА, участвовавшие в операции, в книге упомянуты только под псевдонимами. В тот же год на экраны вышел фильм Миомира Стаменковича «Ловушка для генерала», вдохновлённый историей поимки Михайловича. Авторы сценария — Драган Маркович, редактор журнала НИН, и Лука Павлович (сербохорв. Лука Павловић), писатель и критик журнала «Ослободженье» — взяли за основу реальные факты из операции, но изменили события и список действующих лиц. Главным героем стал Доктор (Беким Фехмию), разведчик, который должен был проникнуть в штаб генерала Михайловича, скрывавшегося в боснийски горах. После серии драматических событий он с помощью женщины по имени Вера (Елена Жигон) арестовывает заместителя генерала по кличке «Рас» (Люба Тадич), а потом и самого генерала (Раде Маркович). Фильм был снят киностудией Bosna Film и показан на 18-м кинофестивале в Пуле.

### Телесериал «Последний акт»
В 1981 году Белградское телевидение после серии успешных полнометражных фильмов и телесериалов о Народно-освободительной войне занялась экранизацией операции по поимке Дражи Михайловича. Режиссёром нового проекта стал Сава Мрмак, который уже снимал подобные фильмы, а автором сценария — Синиша Павич, который вместе с Драганом Марковичем, сценаристом «Ловушки для генерала», занимался работой над телесериалом «Списаны» о белградских подпольщиках времён войны. Новый четырёхсерийный фильм под названием «Последний акт» был снят по мотивам книги «Большая игра с Дражей Михайловичем» и весьма ярко представил официальную версию ареста генерала. На экранах он был показан в двух частях 7 и 14 февраля 1982 года. В сериале появились многие исторические персонажи из книги Пеяновича: Дража Михайлович, Никола Калабич, Слободан Пенезич, Светолик Лазаревич, Драгиша Василевич, Милич Бошкович, Драгиша Благоевич, Будимир Гайич и т. д. Наибольшую популярность, однако, снискал персонаж Николы Калабича в исполнении Зорана Ранкича. Помимо Ранкича, в фильме снимались Милан Пузич (Дража), Милан Богунович (Крцун), Драган Николич (Милован Пеянович), Данило Лазович (Светолик Лазаревич), Мирко Булович (Драгиша Василевич) и другие.

### Воспоминания участников операции
В 1983 году Бошко Матич в своей книге «Крцун» — биографии Слободана Пенезича — описал арест Николы Калабича и Дражи Михайловича, называя это крупнейшей послевоенной операцией ОЗНА, которой руководил Пенезич. В книге была представлена официальная версия ареста Михайловича, однако, по словам автора, участники операции выступали против публикации их подлинных имён, поэтому в книге давались лишь их псевдонимы. В 1988 году журналист газеты «Дуга» Миломир Марич опубликовал книгу «Как я ловил Дражу Михайловича», в которой были представлены воспоминания участвовавшего в операции Слободана Крстича. Ожидалось, что рукопись этой книги будет опубликована в мае 1966 года в качестве заметки в газете «Вечерние новости» к 20-летию формирования ОЗНА. Однако, когда началась подготовка к Брионскому пленуму ЦК СКЮ, из-за «злоупотребления служебными полномочиями и дезинформации» с поста руководителя УДБА был смещён вице-президент Республики и секретарь ЦК СКЮ Александр Ранкович, вследствие чего публикацию отменили. Поскольку все участники ареста Михайловича на момент публикации были уже в отставке, именно в этой книге их подлинные имена были опубликованы впервые. Воспомиинания Крстича являются достоверным свидетельством, описывающим события с момента его назначения на должность в управлении ОЗНА по Сербии (май 1944 года) и вплоть до окончания судебного процесса и казни Драголюба Михайловича в июле 1946 года. Крстич утверждал, что не с самого начала был задействован в операции по задержанию Калабича, но вмешивался в тех случаях, когда нужно было нанять других сотрудников ОЗНА. Он был непосредственным участником ареста Калабича и последующей его доставки в Белград: ожидая его в доме в Вождоваце, он и представился как хозяин квартиры. После этого он был включён в группу офицеров ОЗНА, которая совместно с Калабичем следовала за Михайловичем и участвовала непосредственно в операции по поимке. Во время пребывания Михайловича в следственном изоляторе, а также во время судебного процесса Крстич входил в узкий круг сотрудников ОЗНА, обеспечивавших безопасность генерала. Ему было поручено присутствовать на всех встречах Дражи Михайловича с его адвокатами Драгичем Йоксимовичем и Николой Джоновичем. Тогда же общественности были представлены ранее неизвестные факты о пребывании Дражи Михайловича в тюрьме ОЗНА на улице княгини Любицы во время предварительного следствия и в Доме гвардии (серб. Дом гарде) в Топчидере во время суда. Именно Крстич был первым, кто сообщил о расстреле Дражи в тюрьме на острове Ада-Циганлия, на котором он присутствовал как начальник службы безопасности, и о казни Николы Калабича, на которой он также присутствовал. Но ещё до публикации воспоминаний Крстича об аресте Михайловича и убийстве Калабича рассказал народный герой Югославии Джордже Нешич в интервью журналисту «Политики» Боро Кривокапичу (серб. Боро Кривокапић). Интервью было разделено на две части: первая вышла в апреле 1982 года в одном из политических ежемесячных журналов, однако вторая часть, которая должна была выйти в мае, так и не была опубликована. Причиной стал запрет горкома Союза коммунистов Белграда. Интервью без купюр было полностью опубликовано в 2006 году в книге Кривокапича «Бес/конечный Тито и куча вранья Крлежи» (серб. Бес/коначни Тито и Крлежине масне лажи).

## Споры по поводу официальной версии

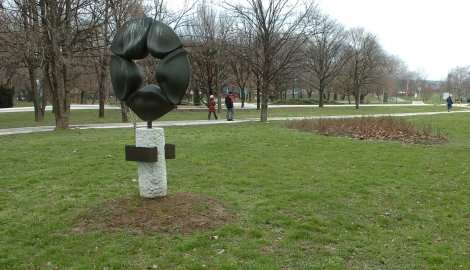
Предполагаемое место расстрела Дражи Михайловича

Крупномасштабные политические изменения, произошедшие в начале 1990-х годов в СФРЮ и Сербии в частности, привели к созданию многопартийной политической системы, и ускорили распад Югославии. Некоторые появившиеся тогда политические партии Сербии, в том числе Сербское движение обновления, инициировали процесс политической реабилитации Равногорского движения четников и самого Дражи Михайловича. Многие историки, исследователи и политики представляли на суд общественности неизвестные или малоизученные факты о событиях Второй мировой в Югославии, которые тогда противоречили официальной позиции коммунистических властей. Спустя десятилетия в прессе стали появляться статьи о Михайловиче, выдержанные в положительном ключе, в которых особое внимание уделялось месту казни и захоронения генерала; также стала оспариваться официальная версия о предательстве Николы Калабича, приведшая к аресту Дражи. Наиболее ярым противником официальной версии выступил Милослав Самарджич, главный редактор журнала «Погледи»: им отстаивалась иная версия, ходившая среди югославской эмиграции и основанная на предполагаемом письме командира Пожегского корпуса четников майора Милоша Марковича (серб. Милош Марковић), опубликованного 16 августа 1946 года в одной из швейцарских газет под названием «Как партизаны Тито задержали генерала Михайловича» (Маркович был арестован в 1950 году). Согласно письму, в феврале 1946 года Михайлович заболел сыпным тифом, а ОЗНА от имени британских союзников над Восточной Боснией стала разбрасывать с воздуха листовки, в которых четникам предлагалась помощь от британцев в лечении Михайловича. Четники, поверив в подлинные намерения британцев, построили импровизированную ВПП недалеко от Рудо, на которую 13 марта 1946 года приземлились три самолёта. Пилотировавшие их лётчики, представившиеся как лётчики британских ВВС (у них были соответствующие пропуска), встретились с четниками в их штабе и предложили отправить Дражу Михайловича на лечение в Италию, обеспечив самолёту соответствующее сопровождение. Четники согласились на это предложение, и вскоре Дража сел на борт одного из самолётов. После того, как все три самолёта покинули аэродром, к позициям под Рудо подлетели две эскадрильи ВВС Югославии, которые атаковали четников: было произведено бомбометание по их позициям, а также сброшен парашютный десант. Тем временем самолёты с Михайловичем сначала сели в Сараеве, а оттуда полетели в Белград, где тот и был официально арестован. Эту версию позже отстаивал писатель Миодраг Пешич (серб. Миодраг Пешић) в книге 1998 года «Красное подземелье» (серб. Црвена тамница).
После свержения Слободана Милошевича в 2000 году процесс реабилитации четников и Михайловича лично ускорился: в 2004 году был принят «Закон о правах ветеранов» (серб. Закон о правима бораца), по которому ветераны движения четников уравнивались в правах с ветеранами Народно-освободительного движения Югославии. Версий о том, где был расстрелян и похоронен Дража Михайлович, становилось всё больше, поэтому 27 апреля 2009 года правительством Мирко Цветковича была сформирована Государственная комиссия по определению обстоятельств казни генерала Драголюба «Дражи» Михайловича (серб. Државна комисија за утврђивање околности погубљења генерала Драгољуба Драже Михаиловића), в состав которой вошли заместитель Государственного прокурора Республики Слободан Радованович (серб. Слободан Радовановић), государственный секретарь Министерства юстиции Слободан Хомен и директор Института современной истории Момчило Павлович. Также комиссии помогали историки Коста Николич и Боян Димитриевич, научные консультанты Института современной истории, лучше всего знакомые с биографией Драголюба Михайловича и выпустившие несколько научных работ о нём. 14 апреля 2011 года, после трёх лет работы, комиссией были представлены результаты, основанные на результатах изучения сербских и зарубежных архивов и допросах свидетелей, после чего Комиссия была распущена. Дальнейшей работой занялась Государственная комиссия по поиску и отметке тайных захоронений лиц, убитых после 12 сентября 1944 года (серб. Државна комисија за проналажење и обележавање тајних гробница убијених после 12. септембра 1944), основанная в 2009 году. В частности, Комиссией была подтверждена версия Слободана Крстича 1988 года, согласно которой Михайлович был расстрелян в тюрьме на Ада-Циганлии. В ходе работы комиссии её члены ознакомились с ранее недоступными документами из архива Агентства безопасности и информирования, правопреемника югославских спецслужб СДБ (Служба государственной безопасности), УДБА (Управление государственной безопасности) и ОЗНА (Отдел по защите народа), а также подтвердили их подлинность, после чего Николич и Димитриевич в журнале «Историја 20. века» (с серб. — «История XX века») опубликовали статью «Арест и расстрел генерала Драголюба Михайловича в 1946 году — новые сведения из архивных материалов» (серб. Заробљавање и стрељање генерала Драгољуба Михаиловића 1946. године — нова сазнања о архивској грађи). В статье полностью подтвердилась официальная версия поимки Михайловича при участии Николы Калабича.

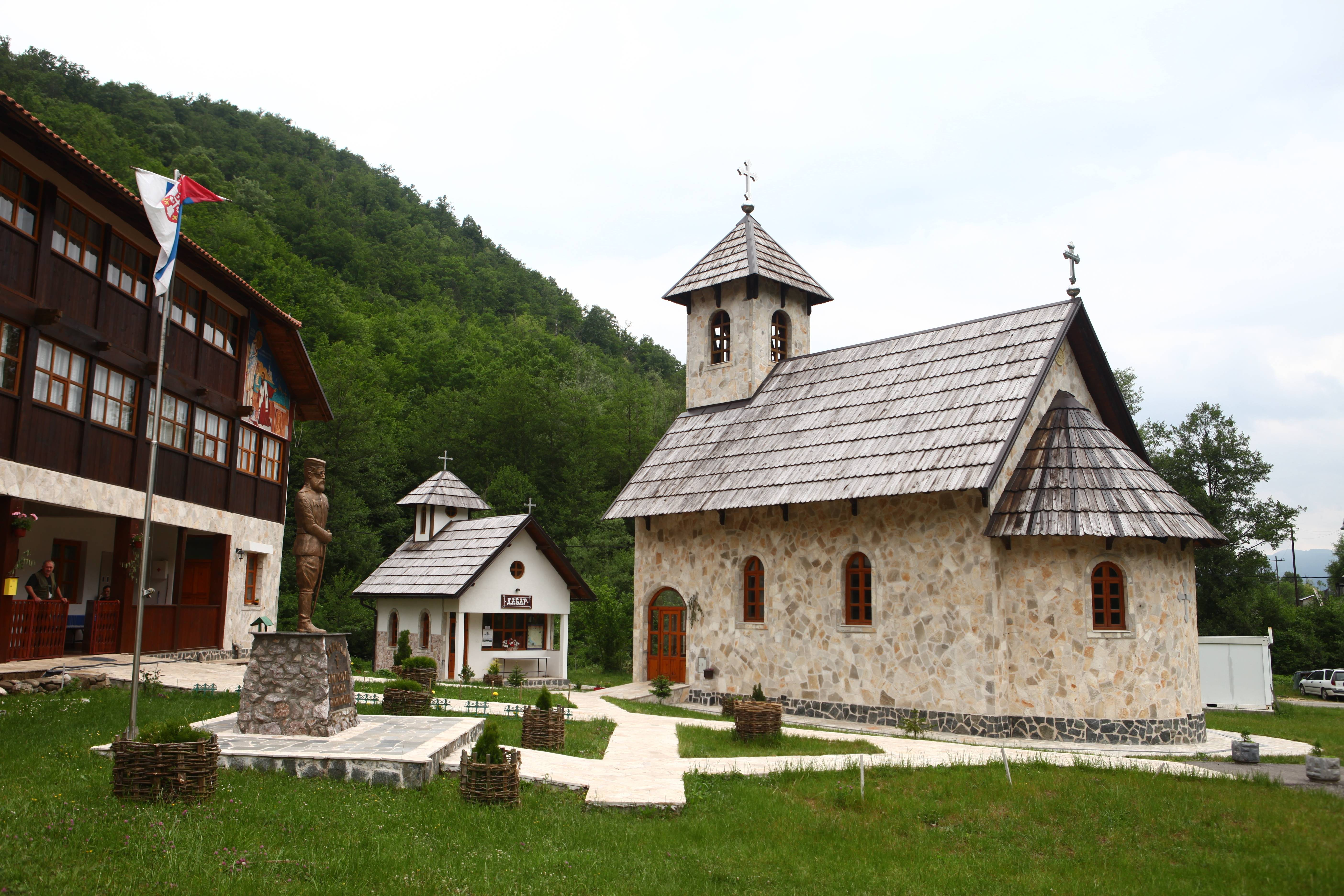
Монастырь Святого отца Николая и памятник Драже Михайловичу в Добрунской-Риеке

Историк Предраг Остойич, автор книги «Пленение генерала Михайловича» (серб. Заробљавање генерала Михаиловића) 2010 года, на основе новых архивных сведений и проведения полевых исследований подтвердил официальную версию поимки Михайловича и причастности к этим событиям Калабича, а также опроверг версию Самарджича, основанную на письме Марковича: по его словам, Маркович не мог составить это письмо, так как в момент ареста скрывался в районе города Ариле. Вместе с тем эту версию он рассматривал как попытку УДБА скрыть следы её причастности к аресту, что подтверждалось беседами с людьми, которые знали участников событий, и сохранившимися историями таких свидетелей, как Милица Гайич, супруга Будимира Гайича, чей дом в деревне Гране посетил в своё время Никола Калабич с сотрудниками ОЗНА. В 2009 году в программе «Траг» РТС в выпуске «Операция „Добрун“ — одна история» рассматривался арест Михайловича: сюжет был снят в Добруне, в ходе выпуска журналисты переговорили с местными жителями и свидетелями этих событий, а также с потомками Лазара Гайича — двоюродного брата Будимира Гайича, который был назначен проводником Михайловича и «группы Калабича» во время их перехода в Сербию. Гайич во время операции по захвату Дражи и ликвидации его спутников был ранен, но сумел бежать; в своей деревне он скрывался до своей смерти 19 марта 1947 года, рассказав близким историю и подтвердив факт предательства Калабича. В селе Добрунска-Риека, недалеко от которого и был арестован Михайлович, в 2009 году был построен монастырь Святого отца Николая, у ворот которого в 2004 году был установлен памятник Драже Михайловичу. Рядом с этим памятником на месте ареста Михайловича было установлено надгробие в память о трёх соратниках Дражи — Драгише Василевиче, Николе Майсторовиче и Благое Коваче.
В тот же год, когда была основана Государственная комиссия, занимавшаяся проверкой официальной версии об аресте Дражи, потомки Николы Калабича начали процесс реабилитации своего предка. Поскольку дата смерти Калабича не была установлена, Валевский окружной суд в январе 2011 года в рамках внесудебной процедуры, которую начала Весна Драгоевич (серб. Весна Драгојевић), внучка Калабича, приобщил к делу показания Мияила Даниловича (серб. Мијаил Даниловић), вышедшего на пенсию священника из Горни-Милановца, а в качестве даты смерти Калабича признал 19 января 1946 года. По словам Даниловича, Калабич был убит в тот день в стычке против сотрудников ОЗНА в долине реки Градац, где скрывался с группой верных соратников. Двое четников, предположительно, вырвались из окружения и присоединились к Копаоникскому четническому отряду, где находился Данилович, и сообщили ему о гибели Калабича. Определив 19 января 1946 года в качестве даты смерти Калабича, Валевский высший суд в мае 2017 года принял решение о реабилитации Калабича, однако через год Апелляционный суд Белграда отменил это решение, обязав выяснить, при каких обстоятельствах был убит Калабич и было ли им совершенно военное преступление.

### Комментарии
1. ↑  С целью сохранения конспиративности, чтобы Михайлович не заподозрил в предательстве группу Калабича, которая вышла из Сербии в Восточную Боснию, розыскные мероприятия со стороны милиции, КНОЮ и армии не прекращались[1][2].
2. ↑  Макдауэлл пребывал в штабе с 25 августа 1944 года и помогал организовывать сбор операции «Хэлиярд»[англ.] и эвакуацию сбитых пилотов союзников. Макдауэлл уверял Михайловича в том, что немцы отступят из Югославии, советским войскам не позволят форсировать Дунай, а союзники высадятся на побережье Адриатики (хотя предпосылок для чего-то из вышесказанного не было). Макдауэлл присутствовал на переговорах Михайловича с немецким послом Германом Нойбахером[англ.] в Рошцах[серб.] (у Чачака) и в Драгине[серб.] (у Шабаца). Под давлением Уинстона Черчилля, который в июне вывел британскую военную миссию, президент США Франклин Рузвельт приказал Макдауэллу покинуть штаб четников[17].
3. ↑  13 октября 1944 года четники Драгутина Кесеровича[серб.] первыми вышли на связи с советскими войсками около Крушеваца, а 18 октября в районах Чачака и Горни-Милановаца контакт установили четники Предрага Раковича. Четники Кесеровича, оказывавшие помощь советским войскам в боях за Крушевац[серб.], позже были по указанию вошедших в город титовцев задержаны, однако около 2 тысяч людей Кесеровича сумели покинуть город. Оставшимся войскам Раковича велели встать под командование партизан, на что они не согласились, отправившись в Санджак[18].
4. ↑  Драгиша Василевич (1909—1946), уроженец села Сушица[серб.], общины Валево, перед вступлением Югославии во Вторую мировую войну служил в Югославской королевской армии, имел звание капитана 2-го класса пехоты.
5. ↑  Псевдоним Крцуна — «четник Никола», особых обязанностей у него в группе не было; несмотря на свой руководящий пост, он подчинялся в группе Светолику Лазаревичу и выполнял его приказы[66].
6. ↑  Присёлок Ундруле с 2004 года носит имя Дражевина: в том году там был открыт памятник Драголюбу Михайловичу[серб.][77].
7. ↑  Жители дома видели, что к Драже Михайловичу заходил некий высокопоставленный сотрудник ОЗНА, однако не знали, кто это. В более поздних публикациях об этих событиях под эту роль попадали Александр Ранкович или Слободан Пенезич[80][81]. Согласно показаниям участвовавших в операции Слободана Крстича и Джордже Нешича, это был Йово Капичич, что сам Капичич позже и подтвердил[82][83][84].
8. ↑  Согласно свидетельствам Слободана Крстича и Джордже Нешича, Пенезич прибыл из Нови-Сада в Белград примерно через 40 минут после получения информации об аресте Михайловича[85][83].
9. ↑  Споры о месте, где был расстрелян Дража Михайлович, частично были разрешены в 2009 году с помощью Государственной комиссии. Она заключила, что Михайлович был расстрелян в здании тюрьмы[серб.] на острове Ада-Циганлия: этот же объект в качестве места казни называл в 1988 году и Слободан Крстич[100].
10. ↑  По словам Крстича, Калабич был казнён ещё до судебного процесса над Михайловичем, по словам Несича — примерно в то же время, что и Михайлович[103][104].
11. ↑  Со слов Слободана Крстича, проживавшему на Косовской улице Калабичу прииносил еду Йосиф Цветкович (сербохорв. Јосиф Цветковић), персональный водитель Слободана Пенезича, а однажды привёл его в кинотеатр «Звезда». Хотя Калабич сбрил бороду, некоторые люди узнавали его в лицо на улице[106].
12. ↑  Если Несич прямо утверждал, что Дража не знал ничего о предательстве Калабича, то Крстич всего лишь предполагал аналогичное[108][109].
13. ↑  Зоран Ранкич[серб.] также сыграл роль одного из оперативников ОЗНА в фильме «Ловушка для генерала». Более того, Никола Калабич провёл своё детство в доме деда Ранкича, Йована, в Дервенте, и дружил с отцом Зорана, Михаилом. Изначально роль Калабича должен был сыграть Велимир «Бата» Живоинович, однако он отказался ещё до начала съёмок; позже приглашённый Драгомир «Гидра» Боянич также отказался от этой роли уже по ходу съёмок[6][115].
14. ↑  Отсутствуют конкретные сведения о судьбе Николы Калабича после ареста Дражи Михайловича. По свидетельствам Слободана Крстича, после ареста Дражи Калабич был отправлен в квартиру на Косовской улице. Предлагались варианты забросить его за границу, чтобы взять эмиграцию четников под контроль УДБА, однако от этого отказались и казнили Калабича ещё до начала суда над Михайловичем[103].